# Every Good Boy Deserves Fudge
Az 1991-es Every Good Boy Deserves Fudge a Mudhoney második nagylemeze. A lemezt 1991-ben rögzítették, amikor az együttes azt tervezte, hogy egy nagyobb kiadóhoz szerződik. Az albumot ennek ellenére a Sub Pop adta ki. Steve Turner gitáros azt nyilatkozta, hogy az Every Good Boy Deserves Fudge a kedvenc Mudhoney-albuma, ezzel több kritikus egyetértett.
Az album egy mnemotechnikai módszerről kapta a nevét, amellyel a zenét tanuló diákok jegyezték meg a G-kulcsnál a vonalon elhelyezkedő hangokat (EGBDF - az angolok a H hangot B-nek nevezik).
Az album a 34. helyig jutott a brit albumlistán. Szerepel az 1001 lemez, amit hallanod kell, mielőtt meghalsz című könyvben.

## Az album dalai
|     | Cím                  | Hossz |
| --- | -------------------- | ----- |
| 1.  | Generation Genocide  | 1:13  |
| 2.  | Let It Slide         | 2:35  |
| 3.  | Good Enough          | 3:25  |
| 4.  | Something So Clear   | 4:14  |
| 5.  | Thorn                | 2:10  |
| 6.  | Into the Drink       | 2:08  |
| 7.  | Broken Hands         | 6:02  |
| 8.  | Who You Drivin' Now? | 2:21  |
| 9.  | Move Out             | 3:32  |
| 10. | Shoot the Moon       | 2:27  |
| 11. | Fuzzgun '91          | 1:52  |
| 12. | Pokin' Around        | 3:30  |
| 13. | Don't Fade IV        | 3:58  |
| 14. | Check-Out Time       | 3:07  |

## Közreműködők
- Mark Arm – ének, gitár, orgona
- Steve Turner – gitár, szájharmonika
- Matt Lukin – basszusgitár
- Dan Peters – dob
- Conrad Uno – producer

## Fordítás
Ez a szócikk részben vagy egészben az Every Good Boy Deserves Fudge című angol Wikipédia-szócikk ezen változatának fordításán alapul.  Az eredeti cikk szerkesztőit annak laptörténete sorolja fel. Ez a jelzés csupán a megfogalmazás eredetét és a szerzői jogokat jelzi, nem szolgál a cikkben szereplő információk forrásmegjelöléseként.